# Paralelogramo

Um paralelogramo.

Um paralelogramo é um polígono de quatro lados (quadrilátero) cujos lados opostos são paralelos. Por consequência, tem ângulos opostos e lados opostos congruentes.

## Definição

Paralelogramo e suas diagonais e.

Um paralelogramo é um quadrilátero plano convexo cujos lados opostos são paralelos.
Um paralelogramo também é qualquer retângulo que passou pelo processo de Transformação de cisalhamento em geometria plana.

### Elementos
Um paralelogramo {\displaystyle ABCD} tem:
- quatro lados - os segmentos de reta {\displaystyle {\overline {AB}}}, {\displaystyle {\overline {BC}}}, {\displaystyle {\overline {CD}}} e {\displaystyle {\overline {DA}}};
- quatro vértices - os pontos {\displaystyle A}, {\displaystyle B}, {\displaystyle C} e {\displaystyle D};
- quatro ângulos internos - os ângulos {\displaystyle B{\hat {A}}D}, {\displaystyle A{\hat {B}}C}, {\displaystyle B{\hat {C}}D}, {\displaystyle C{\hat {D}}A};
- quatro ângulos externos - os respectivos ângulos suplementares dos ângulos internos;
- duas diagonais - os segmentos de reta {\displaystyle {\overline {AC}}} e {\displaystyle {\overline {BD}}}.

## Propriedades
Um paralelogramo possui:
1. lados opostos congruentes;
2. ângulos opostos congruentes;
3. suas diagonais interceptam-se nos seus respectivos pontos médios;
4. ângulos colaterais suplementares;
5. a soma dos ângulos internos igual a {\displaystyle 360^{\circ }};
6. a soma dos ângulos externos igual a {\displaystyle 360^{\circ }};

Observamos que todo quadrilátero convexo plano que possui uma das propriedades 1., 2. ou 3. é um paralelogramo. Existe, portanto, uma reciprocidade em relação a cada uma destas propriedades com a definição de paralelogramo dada acima.
Além disso, notamos que qualquer diagonal de um paralelogramo o divide em dois triângulos congruentes.

### Demonstrações das propriedades

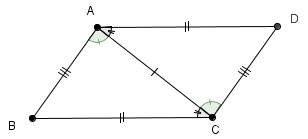
Paralelogramo: ângulos e lados opostos congruentes.

### Demonstrações das propriedades[1]

#### 1. Lados opostos congruentes
Dado o paralelogramo {\displaystyle ABCD}, mostraremos que {\displaystyle {\overline {AB}}\equiv {\overline {DC}}} e {\displaystyle {\overline {AD}}\equiv {\overline {BC}}}. Para tanto, traçamos a diagonal {\displaystyle {\overline {AC}}}. Como {\displaystyle {\overline {AB}}/\!/{\overline {DC}}}  e {\displaystyle {\overline {AD}}/\!/{\overline {BC}}}, tomando {\displaystyle {\overleftrightarrow {AC}}} como transversal temos que {\displaystyle D{\hat {A}}C\equiv B{\hat {C}}A} (alternos internos) e {\displaystyle D{\hat {C}}A\equiv B{\hat {A}}C} (alternos internos). Assim, pelo caso de congruência de triângulos ângulo, lado, ângulo (ALA) temos:
{\displaystyle \triangle ADC\equiv \triangle CBA\Rightarrow \left\{{\begin{matrix}D{\hat {A}}C\equiv B{\hat {C}}A\\{\overline {AC}}\equiv {\overline {CA}}\\D{\hat {C}}A\equiv B{\hat {A}}C\end{matrix}}\right.\Rightarrow {\overline {AB}}\equiv {\overline {DC}}{\text{ e }}{\overline {AD}}\equiv {\overline {BC}}.}
Recíproca
Mostraremos que todo quadrilátero {\displaystyle ABCD} convexo plano, cujos lados opostos sejam congruentes é um paralelogramo. Com efeito, pela congruência de triângulos lado-lado-lado (LLL), temos que {\displaystyle {\overline {AB}}\equiv {\overline {DC}}} e {\displaystyle {\overline {AD}}\equiv {\overline {BC}}}, implica {\displaystyle \triangle ADC\equiv \triangle ABC}. Logo, são congruentes os ângulos {\displaystyle B{\hat {A}}C} e {\displaystyle A{\hat {C}}D}, o que implica {\displaystyle {\overline {AB}}\parallel {\overline {CD}}}. Um raciocínio análogo mostra que {\displaystyle {\overline {AD}}\parallel {\overline {BC}}}. Ou seja, lados opostos congruentes implica lados opostos paralelos. Isso conclui esta demonstração.

#### 2. Ângulos opostos congruentes
Dado o paralelogramo {\displaystyle ABCD}, mostraremos que {\displaystyle B{\hat {A}}D\equiv B{\hat {C}}D} e {\displaystyle A{\hat {B}}C\equiv A{\hat {D}}C}. A partir da demostração anterior temos que:
{\displaystyle (1)\quad D{\hat {A}}C\equiv B{\hat {C}}A}
e
{\displaystyle (2)\quad D{\hat {C}}A\equiv B{\hat {A}}C}.
Como {\displaystyle B{\hat {A}}D=B{\hat {A}}C+D{\hat {A}}C} então substituindo (2) em (3) temos:
{\displaystyle (3)\quad B{\hat {A}}D=D{\hat {C}}A+D{\hat {A}}C}.
E, temos ainda {\displaystyle B{\hat {C}}D=B{\hat {C}}A+D{\hat {C}}A}, que usando (1) fornece:
{\displaystyle (4)\quad B{\hat {C}}D=D{\hat {A}}C+D{\hat {C}}A}.
De (3) e (4), concluímos que {\displaystyle B{\hat {A}}D\equiv B{\hat {C}}D}. Para o caso {\displaystyle A{\hat {B}}C\equiv A{\hat {D}}C} o raciocínio é análogo.
Recíproca
Mostraremos que todo quadrilátero {\displaystyle ABCD} convexo plano, cujos ângulos opostos são congruentes é um paralelogramo. Com efeito, temos {\displaystyle B{\hat {A}}D\equiv B{\hat {C}}D} e {\displaystyle A{\hat {D}}C\equiv A{\hat {B}}C}, logo {\displaystyle B{\hat {A}}D+A{\hat {D}}C=A{\hat {B}}C+B{\hat {C}}D}. Como {\displaystyle B{\hat {A}}D+A{\hat {D}}C+A{\hat {B}}C+B{\hat {C}}D=360^{\circ }}, segue que {\displaystyle B{\hat {A}}D+A{\hat {D}}C=180^{\circ }}. Portanto, {\displaystyle {\overline {AB}}\parallel {\overline {CD}}}. Um raciocínio análogo prova que {\displaystyle {\overline {AD}}\parallel {\overline {BC}}}. Isso completa a prova.

#### 3. Diagonais interceptam-se nos seus respectivos pontos médios

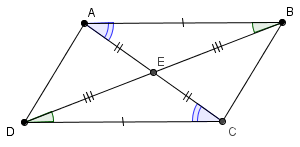
Diagonais se intersectam no ponto médio.

Seja {\displaystyle ABCD} um paralelogramo e consideremos suas diagonais {\displaystyle {\overline {AC}}} e {\displaystyle {\overline {BD}}}. Denotamos por {\displaystyle E} a interseção destas diagonais. Como {\displaystyle {\overleftrightarrow {AB}}} e {\displaystyle {\overleftrightarrow {CD}}} são paralelas, temos que os ângulos {\displaystyle C{\hat {D}}E} e {\displaystyle A{\hat {B}}E} são congruentes (ângulos alternos internos). Pelo mesmo motivo, são congruentes os ângulos {\displaystyle B{\hat {A}}E} e {\displaystyle D{\hat {C}}E}. Como {\displaystyle {\overline {AB}}} e {\displaystyle {\overline {CD}}} são congruentes, pela congruência ângulo-lado-ângulo (ALA) de triângulos, temos que:
{\displaystyle \triangle CDE\equiv \triangle ABE\Rightarrow \left\{{\begin{matrix}C{\hat {D}}E\equiv A{\hat {B}}E\\{\overline {CD}}\equiv {\overline {AB}}\\D{\hat {C}}E\equiv B{\hat {A}}E\end{matrix}}\right.\Rightarrow {\overline {AE}}\equiv {\overline {CE}}{\text{ e }}{\overline {DE}}\equiv {\overline {EB}}.}
Assim temos que {\displaystyle E} é ponto médio de {\displaystyle {\overline {AC}}} e {\displaystyle {\overline {BD}}}, logo {\displaystyle E} é ponto médio e intersecção das diagonais.
Recíproca
Mostraremos que todo quadrilátero {\displaystyle ABCD} plano convexo, cujas diagonais interceptam-se nos seus pontos médios é um paralelogramo. Com efeito, seja {\displaystyle E} o ponto de interseção das diagonais {\displaystyle {\overline {AC}}} e {\displaystyle {\overline {BD}}}. Como {\displaystyle {\overline {AE}}\equiv {\overline {CE}}}, {\displaystyle {\overline {BE}}\equiv {\overline {DE}}} e {\displaystyle A{\hat {E}}B\equiv C{\hat {E}}D}, temos da congruência de triângulos lado-ângulo-lado (LAL) que {\displaystyle \triangle ABE\equiv \triangle CDE}. Donde seque que {\displaystyle {\overline {AB}}\equiv {\overline {CD}}}. Analogamente, vemos que {\displaystyle {\overline {AD}}\equiv {\overline {BC}}}. Agora, da recíproca da propriedade 1. (lados opostos congruentes), temos que os lados opostos são paralelos, como queríamos demonstrar.

#### 4. Ângulos consecutivos suplementares

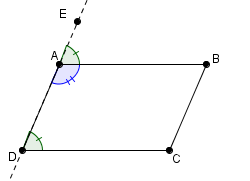
Demonstração da propriedade

Seja {\displaystyle ABCD} um paralelogramo. Mostraremos que os ângulos consecutivos {\displaystyle C{\hat {D}}A} e {\displaystyle B{\hat {A}}D} são suplementares. Com efeito, como {\displaystyle {\overleftrightarrow {AB}}} e {\displaystyle {\overleftrightarrow {CD}}} são paralelas e {\displaystyle {\overleftrightarrow {AD}}} é uma transversal, temos que {\displaystyle C{\hat {D}}A\equiv B{\hat {A}}E}  (1) (ângulos correspondentes). Vemos, imediatamente, que {\displaystyle B{\hat {A}}E}  e {\displaystyle B{\hat {A}}D} são suplementares, ou seja:
{\displaystyle B{\hat {A}}E+B{\hat {A}}D=180^{\circ }} (2)
e substituindo (1) em (2) temos:
{\displaystyle C{\hat {D}}A+B{\hat {A}}D=180^{\circ }}
como queríamos demonstrar. As demonstrações para os demais ângulos consecutivos são análogas.

#### 5. Soma dos ângulos internos
Segue imediatamente da propriedade 4. que a soma dos ângulos internos de um paralelogramo é {\displaystyle 360^{\circ }}.

#### 6. Soma dos ângulos externos
Uma vez que em um paralelogramo os lados opostos são paralelos e os ângulos internos consecutivos são suplementares, temos que os ângulos externos consecutivos também são suplementares. Como são quatro, temos que a soma dos ângulos externos é {\displaystyle 360^{\circ }}.

## Perímetro
Denotando por {\displaystyle a} e {\displaystyle b} os comprimentos de dois de seus lados não-paralelos, seu perímetro pode ser calculado através da fórmula abaixo:
{\displaystyle P=2(a+b)}

## Área

Paralelogramo de base e altura.

A área de um paralelogramo é dada por:
{\displaystyle A=b\cdot h}
onde, {\displaystyle b} é o comprimento de qualquer um de seus lados e {\displaystyle h} é a altura relativa a este lado, i.e. o comprimento do segmento de reta perpendicular que liga este lado ao seu oposto.
Equivalentemente, temos:
{\displaystyle A=a\cdot b\cdot \operatorname {sen} \alpha }
onde, {\displaystyle a} e {\displaystyle b} são os comprimentos de dois lados adjacentes e {\displaystyle \alpha } é o ângulo definido por estes lados.
Ou, ainda, a área pode ser calculado por:

Paralelogramo, sendo o ponto de interseção de suas diagonais e.

{\displaystyle A={\frac {d_{1}\cdot d_{2}\cdot \operatorname {sen} \alpha }{2}}}
onde, {\displaystyle d_{1}} e {\displaystyle d_{2}} são os comprimentos das diagonais do paralelogramo e {\displaystyle \alpha } é um dos ângulos definido pela interseção das diagonais. Com efeito, seja {\displaystyle ABCD} um paralelogramo (veja figura ao lado). Suas diagonais se interceptam em um ponto {\displaystyle E} determinando quatro triângulos {\displaystyle AEB}, {\displaystyle BEC}, {\displaystyle CED}, {\displaystyle DEA}. Do fato de que lados opostos de um paralelogramo serem congruentes e de que {\displaystyle E} é ponto médio de ambas diagonais, temos que os triângulos {\displaystyle AEB} e {\displaystyle CED} são congruentes, assim como os triângulos {\displaystyle BEC} e {\displaystyle DEA}. Notamos que a área do paralelogramo é a soma das áreas dos quatro triângulos. Ou seja, denotando por {\displaystyle d_{1}} e {\displaystyle d_{2}} os comprimentos das diagonais {\displaystyle AC} e {\displaystyle DE}, respectivamente, temos:
{\displaystyle A=2{\frac {d_{1}\cdot d_{2}}{2}}\operatorname {sen} \alpha +2{\frac {d_{1}\cdot d_{2}}{2}}\operatorname {sen} (180^{\circ }-\alpha ).}
Aqui, {\displaystyle \alpha } é o menor ângulo definido pelas diagonais. Temos utilizado que a área de um triângulo {\displaystyle FGH} pode ser calculada por:
{\displaystyle A_{FGH}={\frac {|FG|\cdot |GH|}{2}}\operatorname {sen} F{\hat {G}}H}.
Por fim, como {\displaystyle \operatorname {sen} \alpha =\operatorname {sen} (180^{\circ }-\alpha )}, segue o resultado desejado.